# De lyckliga kompisarna
De Lyckliga Kompisarna, ofta förkortat DLK, är ett svenskt punk-/trallpunkband som ursprungligen var verksamt åren 1989–1997 och sedan återigen från 2008. DLK var ett av de band som vid 1990-talets början utgjorde "den andra punkvågen". 

## Historia
Den drivande kraften i De Lyckliga Kompisarna är sångaren Mart Hällgren, som under årens gång också spelat olika instrument i bandet. År 1989 bildade han DLK tillsammans med Björn Gunér. Bandets namn hämtades från en bok om kulturlivet i Sovjetunionen: i en text omnämndes ett sovjetiskt band som på ryska hette just De Lyckliga Kompisarna.
År 1997 avslutade DLK sin första aktiva period med fyra spelningar under tre dagar på Kafé 44 i Stockholm. Dessa spelningar klipptes senare ihop till en liveskiva. Mart Hällgren hade efter DLK:s uppbrott en solokarriär under namnet "Mart" och bildade sedan punkbandet UBBA.
I början av 2008 meddelade bandet att det skulle återförenas. Bandet bestod då av originalmedlemmen Mart, trummisen Jouni Haapala som spelade på bandets två första album, Roger Reinstam (tidigare gitarrist i Total Egon) samt Fredrik Åberg på gitarr. Den första spelningen med den nya konstellationen ägde rum på Kafé 44 den 22 februari samma år.
Bandet hade, enligt Mart Hällgren, redan tidigare hunnit med inte mindre än sjutton olika kombinationer medlemmar.
Den 6 oktober 2009 släpptes EP:n Hugos Sång som innehåller fem nya låtar. Den 16 augusti 2013 släpptes EP:n De Motvilliga Konstnärerna som innehåller sju nya låtar. Ep:n går i tidigare albums anda och innehåller samhällskritik blandat med humor. I en recension i Östersundsposten, från den 17 augusti, skrev Martin Hanberg att det "är rätt sällan som återuppväckta band håller måttet, men DLK hör till undantagen". De Motvilliga Konstnärerna släpptes på skivbolaget HGM.

## Samhällskritik
I likhet med många andra punkband för DLK fram samhällskritik i sin musik. Några exempel på låtar med sådant innehåll är:
- Dricka sprit och hålla käften (om att leva isolerat och inte bry sig bara man får sprit och har sin bil, det var även ett inlägg i dåtidens EG-debatt)
- Allmosor (en ballad om det hårda livet som fattig förr och nu)
- Kofångare (om Ny demokrati)
- Le som en fotomodell (om skönhetsideal)
- Hallucinationer i himmelen (om religion)
- CP framför sin TV (om synen på funktionshindrade, skriven av Mart Hällgren tillsammans med Ante Blomberg)
- Rysk bompa (om Boris Jeltsin och ledarskapet i Ryssland)
- Troll och häxor (Om rasism och nazism)
- Regalskeppet (Om Jas-Gripen)

## Medlemmar (urval)
- Martin Hällgren
- Jouni Haapala
- Roger Reinstam
- Simon Dahlberg

## Tidigare medlemmar
- Mattias Ander
- Björn Gunér
- Sussie Persson
- Egil Jansson
- Joakim Levin
- Daniel Levin
- Christoffer Roth
- Anders Fransson
- Fredrik Åberg

## Diskografi

### Album
- 1991 – Le som en fotomodell
- 1993 – Tomat
- 1995 – Sagoland
- 1996 – DLK
- 1997 – Live på Kafé 44 (Live)
- 2000 – Hockeyfrillor 89-97 (Samling)
- 2010 – Hugos Sång LP
- 2015 – Bara Tiden är Ny
- 2018 – Pengar har inga ögon

### Singlar/Ep
- 1990 – Scaniajon
- 1990 – Dit kuken pekar
- 1994 – Dammsugarförsäljare Blues
- 1994 – 8
- 1995 – Tillbaka till sagolandet
- 1996 – Borlänge
- 2009 – Hugos Sång (EP)
- 2013 – De motvilliga konstnärerna

### Andra samlingar
- Nej till EU (Leva)
- Birdnest for Ten Marks - Always Cool
- DRAAA - Riksbanken/Vad har du i fickan Jan?
- Hardcore for the Masses Vol. 2 - Haze
- The Return of Jesus Part II - My Furtive Passion
- Definitivt 50 spänn, Best of - Ishockeyfrisyr/Elvis lever
- Definitivt 50 spänn 2 - Ishockeyfrisyr
- Definitivt 50 spänn 3 - När Kristoffer spelar flipperspel
- Definitivt 50 spänn 4 - Allmänt tuff
- Definitivt 50 spänn 5 - Borlänge
- Definitivt 50 spänn 6 - Allmosor (Live)
- Live - Även vackra fåglar skiter - Hallucinationer i himmelen/CP framför sin TV/Tänk om jag vore..
- Definitivt Birdnest DVD 1 - Rysk Bompa
- Definitivt Birdnest DVD 2 - Sagoland/Ishockeyfrisyr)
- Vad sa du nu!? - Egon